# 手習い
手習い（てならい）とは、毛筆で仮名や漢字を書く練習をすること。「手」とは手跡、すなわち筆跡のことである。転じて、修行のこと。

## 解説
毛筆で書かれた漢字の書体の美しさを賞美し、またそれを自ら表現するために文字を書く練習をすることは、漢字文化圏において一般に見られるものであるが、日本の場合は特に漢字のほかに仮名文字があり、これを変体仮名も交えて連綿でもって美しく書き記すのが、古くは貴族をはじめとする教養層のたしなみであった。そうした教養層が幼少の時分より、漢字や仮名を美しいとされる文字に書きこなす練習が、「手習い」と呼ばれていたのである。
ただし手習いは、文字を書く練習をすることから転じて手すさびに文字を書き付けることも称した。『源氏物語』の「手習」の巻には横川の僧都に助けられた浮舟が、鬱屈した気持ちを紛らわそうと和歌を「てならひ」として書き記す場面がある。
日本において、まず手習いの手本とされたのはもっぱら王羲之の書であった。奈良時代、人々は唐から請来された「搨本」（とうほん）と呼ばれる複製本でもって王羲之の書法を知り、手習いをしたのである。奈良の正倉院には、かつてその王羲之の搨本が多数納められていたという。しかし平安時代も半ばに入ると三蹟と呼ばれる小野道風、藤原佐理、藤原行成らの書が持てはやされるようになり、特に行成の書は誰でも彼でもその書風をまねて書いたという。院政期に藤原忠通が現れると、今度はこの忠通の書風が一世を風靡し世に広く行われるようになる。さらに鎌倉時代には尊円法親王の書があらわれ、これがのちの江戸時代において広く行われた「御家流」と呼ばれる書風の源流となり、手習いの手本とされた。なおこれらとは別に藤原定家もその筆跡がのちに尊ばれ、「定家様」として書の手本のひとつになっている。
いっぽう仮名については、『古今和歌集』の仮名序には「てならふ人のはじめにもしける」ものとして、以下の2首の和歌があげられている。
なにはづに　さくやこのはな　ふゆごもり　いまははるべと　さくやこのはな
あさかやま　かげさへみゆる　やまのゐの　あさきこころを　わがおもはなくに
平安時代当時の幼童が仮名を書くための手本としては、和歌が適当とされていたが、そのなかでこの「なにはづ」と「あさかやま」の2首が特に手習いをするための和歌として広く用いられていた（仮名を習得するための和歌参照）。
しかし時代が下るとこれらのほかに、いろは歌も手習いをするための手本として用いられるようになる。『河海抄』によれば大江匡房の言として、いろは歌は仮名の手本であり弘法大師（空海）の作であるとし、また『台記』の久安6年（1150年）1月12日の条には、藤原頼長の子息今麿（のちの藤原隆長）がいろは歌を書いたと記している。いろは歌はもともと真言宗系の学僧の間で漢字音のアクセントを習得するために使われていた誦文であったが、それがやがて民間にも流れ出て知られるようになった。また文脈があって内容を覚えやすいことにより、11世紀後半には成立したと見られる『色葉字類抄』などのように、項目や順序立てをするいわゆるいろは順として使われ、全ての仮名を網羅していることから、仮名の手本としても用いられるようになった。
さらに時代が下って江戸時代に入ると、手習いとは寺子屋において行われる文字の練習も意味した。寺子屋では読み書き算盤を教えたが、その根本は手習いによる文字の習得にあった。子供達は師匠の指導の下、墨を摺り紙を真っ黒にするまで手習いしたと言われている。それにより基礎的な文字の習得を経て、往来物などによる教材を用いた教育が行われた。寺子屋で使われた往来物をはじめとする手習いの手本は、当時の日常生活に必要な基礎知識も盛り込まれており、単に文字を書く練習をする以上の意味合いがあった。

## 手習い歌
手習い歌（てならいうた）とは、仮名を書く練習をするための手本とする和歌のことをいう（『日本古典文学大辞典』の説明に拠る）。すなわち上で述べた「なにはづ」と「あさかやま」の歌のことである。ただし現在一般には、日本語におけるすべての直音を表す仮名文字を一度だけ使い、文脈を持った韻文の形に整理されたもののことを言い、具体的にはいろは歌のことを指す。
なお「手習い歌」なる言葉は古くには存在せず、仮名を手習いするための手本についてはやはり「手本」と呼ばれていた。『源氏物語』の「若紫」の巻には、幼い紫の上を自邸に引き取った光源氏が、その仮名の筆跡を見て「いまめかしき手本習はばいとよう書いたまいてむ」と思うという場面がある。紫の上の仮名の書きぶりが祖母譲りの古風なものなので、今風の書体の仮名の手本を与えて手習いをさせれば、きっとそのようによく書きこなすだろうということである。また書道に関する藤原教長の言を記した『才葉抄』にも、「手本には古哥（古歌）古詩を書くべき也」とある。
明治時代の学者大矢透は『音図及手習詞歌考』を著しているが、書名の「手習詞歌」とは天地の詞（あめつちのことば）・大為爾の歌（たゐにのうた）・いろは歌のことを総称したものである。大矢透はこの三つが手習いをするために作られ用いられたものとしており、ゆえに天地の詞と大為爾の歌も現在一般には「手習い歌」と呼ばれている。しかし天地の詞が手習いに用いられたとする根拠として、『うつほ物語』の「国譲上」の巻の例があげられているが、実際の『うつほ物語』の諸伝本を見るとその用例とされる箇所は本文の異同が激しく、天地の詞が「手習い歌」として使われた例とするのは問題がある（天地の詞の項参照）。また大為爾の歌も文献上、天禄元年（970年）成立の『口遊』（くちずさみ）以外に見出せず（『口遊』自体も現在は古写本がひとつしか伝わらない）、結局このふたつが当時一般に「手習い歌」と見做され使われていたかどうかは不明である。小松英雄は天地の詞はほんらい漢字音のアクセント習得のために作られ、使用されていたとしている。また『口遊』はそもそも暗誦して様々な知識を覚えるよう編纂された児童用の教養書であり、大為爾の歌も本来書いて覚えさせるために収録されたものではないと見たほうが穏当である。